# Liste der Kulturdenkmäler in Ludwigshafen-Rheingönheim
In der Liste der Kulturdenkmäler in Ludwigshafen-Rheingönheim sind alle Kulturdenkmäler des Stadtteils Rheingönheim der rheinland-pfälzischen Stadt Ludwigshafen am Rhein aufgeführt. Grundlage ist die Denkmalliste des Landes Rheinland-Pfalz (Stand: 18. November 2024).

## Einzeldenkmäler
| Bezeichnung                       | Lage                                    | Baujahr                            | Beschreibung | Bild                           |
| --------------------------------- | --------------------------------------- | ---------------------------------- | --- | ------------------------------ |
| Katholische St. Josephskirche     | Carolistraße 25 Lage                    | 1914/15                            | dreischiffige Halle mit Vorhalle, haubenbekrönter Fassadenflankenturm, Heimatstil, 1914/15, Architekt Albert Boßlet, Würzburg; mit Ausstattung; Gesamtanlage mit bauzeitlichem Pfarrhaus (Carolistraße 23) | weitere Bilder Fotos hochladen |
| Evangelische Paul-Gerhardt-Kirche | Hauptstraße 145 Lage                    | 1790/91                            | spätromanisch/frühgotischer Westturm; klassizistischer Saalbau mit Walmdach, 1790/91, 1952 Wiederaufbau mit Chorerweiterung, Architekt Wilhelm Horlacher; mit Ausstattung                                  | weitere Bilder Fotos hochladen |
| Rathaus Rheingönheim              | Hauptstraße 210 Lage                    | 1876                               | ehemaliges Rathaus; repräsentativer Walmdachbau, 1876, Architekt Steinbauer | weitere Bilder Fotos hochladen |
| Wohn- und Geschäftshaus           | Hauptstraße 240 Lage                    | 1908/09                            | Apotheke; Wohn- und Geschäftshaus mit asymmetrischer Fassade und bewegter Dachlandschaft, 1908/09, Architekt Georg Freed, Mannheim; Erdgeschoss teilweise aus Kapuzinerstein                               | Fotos hochladen                |
| Hofanlage                         | Hauptstraße 242/244 Lage                | zweite Hälfte des 19. Jahrhunderts | Dreiseithof, zweite Hälfte des 19. Jahrhunderts; dreiachsiges Wohnhaus und einachsiger Altenteil eineinhalbgeschossig, Nebengebäude größtenteils bauzeitlich, großvolumige Scheune                         | BW                             |
| Mozartschule                      | Hilgundstraße 21 Lage                   | 1907                               | repräsentativer Heimatstilbau auf T-förmigem Grundriss, 1907, Architekten Adolf Lipps und Wilhelm Scholler, 1912 erweitert                                                                                 | weitere Bilder Fotos hochladen |
| Reiss-Gedenkstein                 | südlich der Ortslage im Wildgehege Lage | 1914                               | Gedenkstein mit Bronze-Tafel, 1914 | weitere Bilder Fotos hochladen |